# Gmina Unisław
Die Gmina Unisław ist eine Landgemeinde im Powiat Chełmiński der Woiwodschaft Kujawien-Pommern in Polen. Ihr Sitz ist das gleichnamige Dorf (deutsch Unislaw) mit etwa 3650 Einwohnern.

## Gliederung
Zur Landgemeinde Unisław gehören 10 Dörfer (deutsche Namen bis 1945) mit einem Schulzenamt:
- Błoto (Blotto)
- Bruki Unisławskie (Friedrichsbruch)
- Bruki Kokocka (Friedrichsbruch)
- Głażewo (Glasau)
- Gołoty (Golotty, ab 1942 Güldenberg)
- Grzybno (Griebenau)
- Kokocko (Kokotzko)
- Raciniewo (nach 1874 in Siegsruh umbenannt)
- Stablewice (Stablewitz; Alt Stablewitz 1942 in Altschlägelsdorf umbenannt)
- Unisław (Unislaw), ab 1942 Kulmischwenzlau[3]

### Partnergemeinden
Unisław hat mit Hohenhameln eine Partnergemeinde in Niedersachsen.

## Verkehr
Im Bahnhof Unisław Pomorski kreuzte die Bahnstrecke Brodnica–Bydgoszcz die heute stillgelegte Bahnstrecke Toruń–Chełmno.